# سويان ساخن
السويان الساخن (الاسم العلمي:Cyanidium caldarium) هو نوع من النباتات يتبع جنس السويان من فصيلة السويانات.